# Eendekuil
Eendekuil è una cittadina sudafricana situata nella municipalità distrettuale di West Coast nella provincia del Capo Occidentale.

## Geografia fisica
Il piccolo centro abitato sorge lungo le rive del fiume Kruismans a circa 30 chilometri a nord di Pikertberg.